# Apisa holobrunnea
Apisa holobrunnea är en fjärilsart som beskrevs av Talbot 1932. Apisa holobrunnea ingår i släktet Apisa och familjen björnspinnare. Inga underarter finns listade i Catalogue of Life.